# Oupoyo
Oupoyo è una città e sottoprefettura della Costa d'Avorio appartenente al  dipartimento di Méagui. Conta una popolazione di 72 206 abitanti (censimento 2014).